# 巴拉尼切韋
49°44′47″N 38°7′34″E / 49.74639°N 38.12611°E
巴拉尼切韋（烏克蘭語：Бараничеве）是位於烏克蘭東部的村莊，由盧甘斯克州斯瓦托韋區的特羅伊茨凱市鎮負責管轄。該村始建於1951年，面積7.4平方公里，海拔高度168米，2001年人口16，人口密度每平方公里2.2人。